# قلوب مفتوحة (فلم)
قلوب مفتوحة (بالإنجليزية: Open Hearts) و (بالدنماركية: Elsker dig for evigt) هو فيلم درامي دنماركي تم إنتاجه في سنة 2002 وهو إخراج سوزان بيير وبطولة سونيا ريختر و مادس ميكلسن و بابريكا ستين و نيكولا لي كاس.

## القصة
```
قصة الفيلم تتكلم عن قصة حبيبين علاقتهم متأثرة بسبب حادث سيارة وبسبب خيانة بعضهم، يواخيم رجل صغير يصاب بالشلل بعد حادث سيارة من امرأة إسمها ماري، وماري هي زوجة نيلس وتعمل طبيبة في المستشفى وتعرف بعد ذلك ماري أن زوجها يتركها هي وأطفالها لأجل امرأة إسمها سيسيلي ليرتبط بها.
[
1
]
```

## البطولة
- سونيا ريختر بدور سيسيلي
- نيكولا لي كاس يدور يواخيم
- مادس ميكلسن بدور نيلز
- بابريكا ستين بدور ماري
- بيرثه نيومان بدور هان
- أولف بيلغارد بدور تومسن
- آيدا دفينغر بدور سانا
- ستين بيرغارد بدور شتين
- نيلس أولسن بدور فين
- فيليب زاندن بدور تومي
- روني هورت بدور غوستاف
- بيليه بانغ بدور إيميل
- أنديرس روبرت بدور روبرت

## التقييم والجوائز
حاز الفيلم على تقييم 96% على موقع الطماطم الفاسدة، وحازت المخرجة سوزان بيير على جائزة النقاد الدولية في مهرجان تورونتو السينمائي الدولي في سنة 2002.

## وصلات خارجية
- مقالات تستعمل روابط فنية بلا صلة مع ويكي بيانات

- قلوب مفتوحة على قاعدة بيانات الأفلام على الإنترنت